# Pars Khodro
Pars Khodro est un constructeur automobile iranien, possédé à 51 % par Saipa et 49 % par le gouvernement iranien.
La société produit dans son usine de Karaj des Renault 5 (rebaptisées Sepand) ainsi que de nombreux modèles Nissan sous licence, mais sous la marque Nissan.
La 5 de première génération est produite et vendue en Iran, par la Saipa (Société Anonyme Iranienne de Production Automobile) de 1975 à 1994 puis par Pars Khodro, sous le nom de Sepand, de 1996 à 2005. Elle est remplacée par une version modernisée, baptisée P.K puis  New P.K en 2006, qui reprend une base restylée de la carrosserie de la Renault 5, avec des trains roulants et motorisations issus de la Kia Pride.

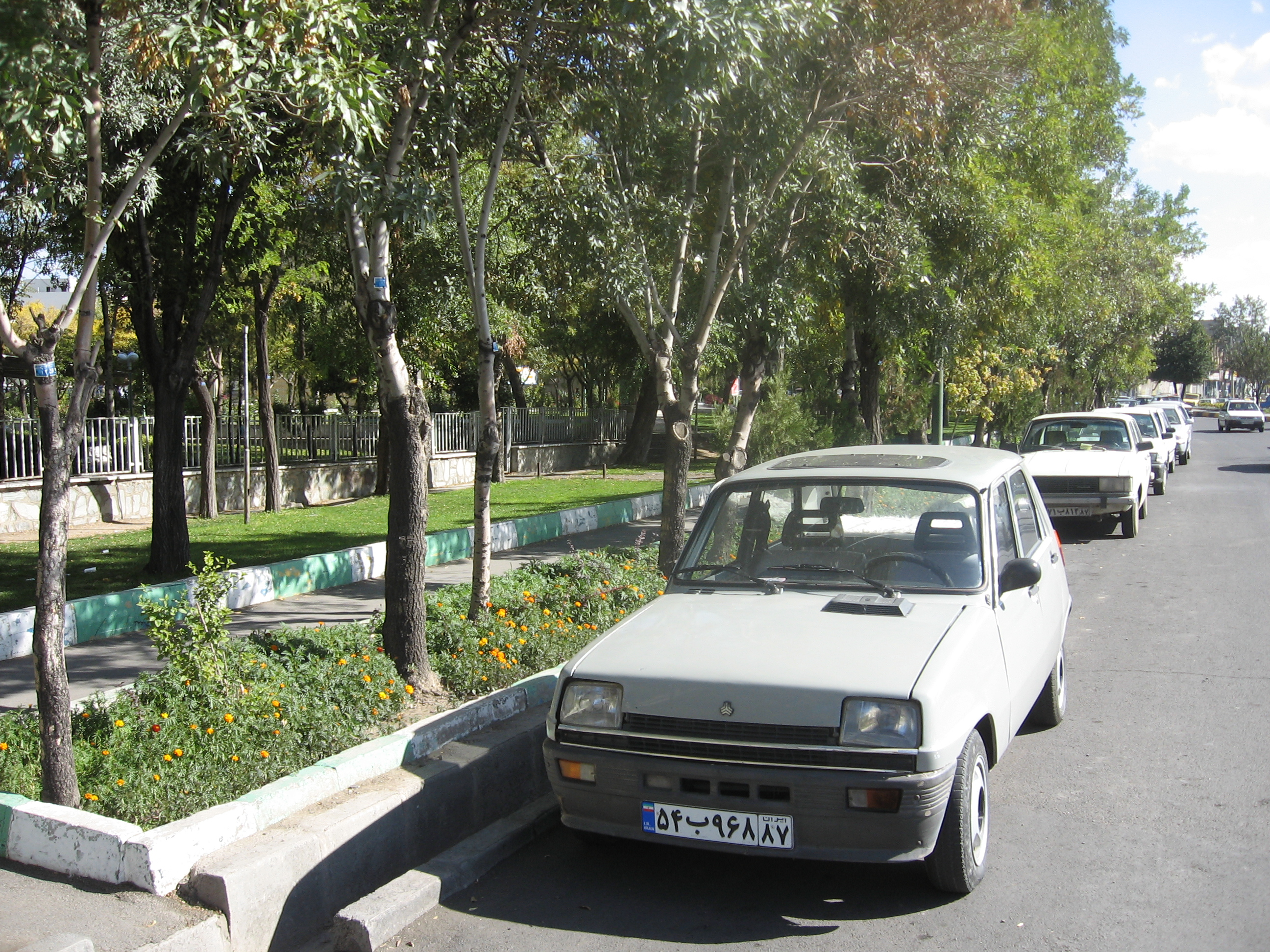
Une Saipa 5
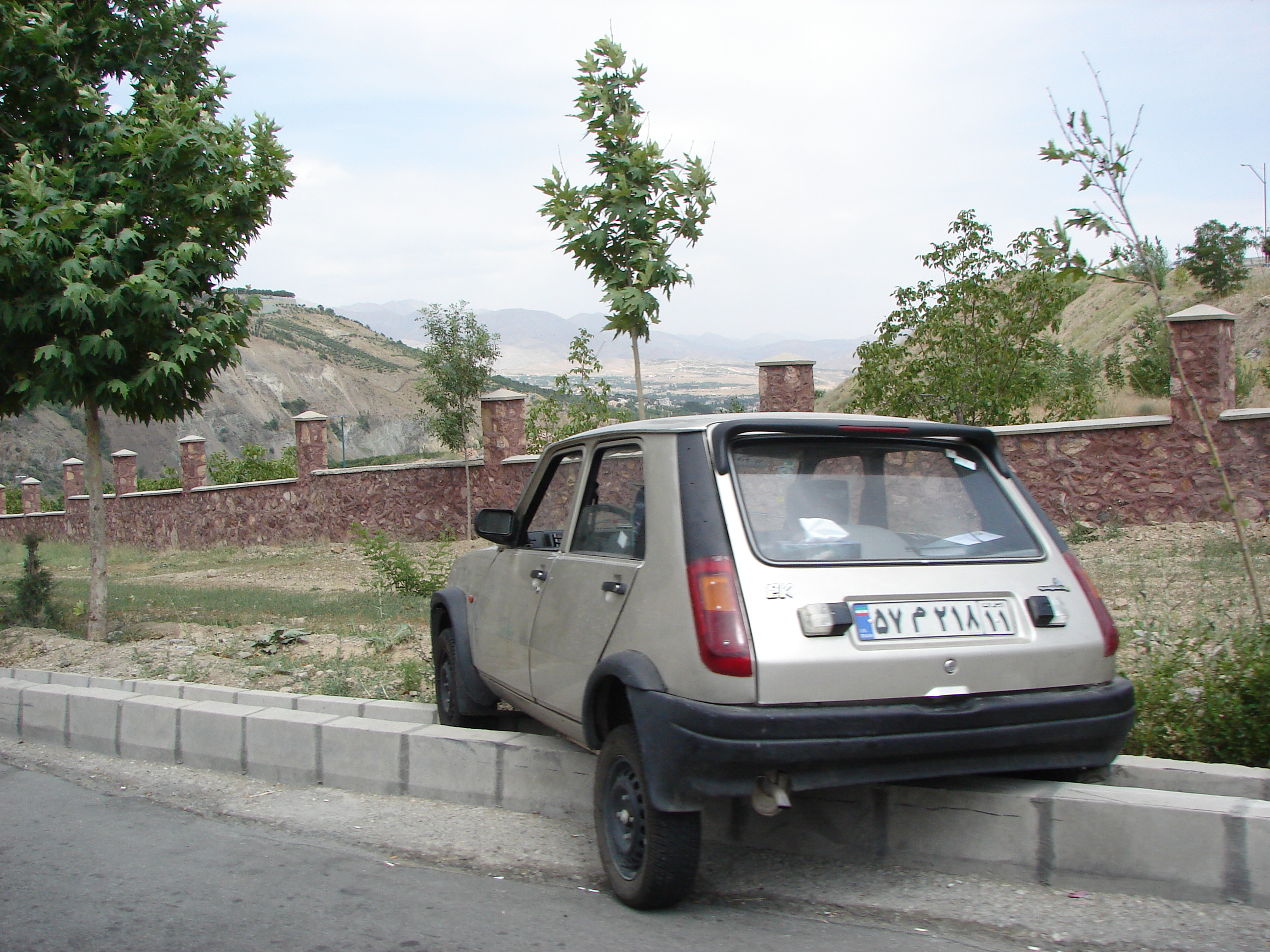
Une PK accidentée

Le Pars Khodro Pick-up est le jumeau du Nissan Pick-Up, Maxima, et Pathfinder.